# 經國大橋
經國大橋是跨越台灣頭前溪的一座公路橋樑，以中華民國故總統蔣經國命名，屬於縣道117號的一部份。
就行政區域而言，其北端位於新竹縣竹北市（接續道路為自強南路），南端位於新竹市東區（接續道路為慈雲路）。

台68線東西向快速公路－南寮竹東線與此橋交會處設有新竹科園交流道。經國大橋亦鄰近新竹市光復路（縣道117號、縣道122號共線路段）與公道五路。是溝通新竹市與新竹縣竹北市、竹東鎮的重要橋樑，亦是新竹科學園區員工上下班使用的要道。

## 附近設施
- 新竹市東區
  - 新竹科學園區
  - 中山高速公路新竹交流道
  - 國立清華大學
  - 國立陽明交通大學光復校區
  - 新竹科學園區實驗中學
  - 台鐵內灣線新莊車站
  - 迪卡儂新竹店
  - 好市多量販店
  - 愛買新竹店
  - 特力屋新竹店
- 新竹縣竹北市
  - 新竹縣政府
  - 新竹縣立體育場
  - 中山高速公路竹北交流道
  - 高鐵新竹站
  - 警廣新竹台
  - 新竹喜來登大飯店
  - 新瓦屋客家文化保留區
  - 國立陽明交通大學六家校區（客家文化學院）
  - 問禮堂
- 新竹縣竹東鎮
  - 台鐵內灣線竹中車站
  - 興隆大橋